# Planès
Planès település Franciaországban, Pyrénées-Orientales megyében. Lakosainak száma 56 fő (2022. január 1.). Planès Sauto, Fontpédrouse, Eyne és Saint-Pierre-dels-Forcats községekkel határos.

## Népesség
A település népességének változása:
| Lakosok száma | 54   | 54   | 55   | 53   | 53   | 54   | 54   | 55   | 56   |
|               | 2013 | 2015 | 2016 | 2017 | 2018 | 2019 | 2020 | 2021 | 2022 |